# Jeu vidéo épisodique
Un jeu vidéo épisodique est un jeu vidéo dont la durée de jeu est plus courte du fait de son modèle de distribution, dont la commercialisation est faite à titre d'acompte à une série continue et plus longue divisée en épisodes. Les jeux épisodiques diffèrent des jeux vidéo traditionnels du fait qu'ils contiennent souvent moins de contenu, mais sont développés sur une base plus fréquente.
Pour les consommateurs, les jeux épisodiques sont très similaires en nature aux packs d'extension. Une extension est un add-on pour un produit original non-épisodique qui est d'ordre inférieur. Dans une série épisodique il n'y a pas de « premier » jeu qui domine : chaque épisode, bien qu'il puisse être de la même longueur et du même prix qu'une extension, est un événement principal qui fait avancer l'expérience de base.
Une série au format épisodique peut avoir ou non une continuité, mais partage toujours des mêmes caractéristiques, personnages, thèmes. Chacun des épisodes de la série peut avoir sa propre intrigue et proposer un début et une fin distincte, mais ils permettent tous l'avancement d'un scénario global. Alternativement, ils peuvent être utilisés pour décrire le récit du jeu. 
La production épisodique de cette manière est devenue de plus en plus populaire parmi les développeurs de jeux vidéo depuis l'avènement des systèmes de distribution numérique à faible coût, qui peuvent grandement réduire leurs frais généraux de distribution et permettre de faire des épisodes financièrement viables. Lorsque tous les épisodes d'une série sont sortis, le développeur commercialise souvent une version complète regroupant tous les épisodes de la série. Des exemples de jeux vidéo à épisodes comprennent la plupart des jeux Telltale Games (puis AdHoc Studio), les deux DLC pour Grand Theft Auto IV (inclus dans Grand Theft Auto: Episodes from Liberty City), les jeux Alan Wake, Life Is Strange et Star Trek Online.